# Greatest Hits (musikalbum av Bruce Springsteen)
Greatest Hits är ett samlingsalbum av Bruce Springsteen med låtar inspelade mellan 1974 och 1995, utgivet på skivbolaget Columbia Records 28 februari 1995.
De tretton första låtarna är hämtade från tidigare album, några av dem dock i nerkortade versioner. Låten "Streets of Philadelphia" är hämtad från filmen Philadelphia, en låt som gav Springsteen en Oscar för bästa sång. Albumets fyra sista låtar var tidigare outgivna. Inga låtar från Springsteens två första album fanns med, vilket gjorde många fans besvikna.

## Låtlista
1. "Born To Run" - 4:30
2. "Thunder Road" - 4:48
3. "Badlands" - 4:03
4. "The River" - 5:00
5. "Hungry Heart" - 3:20
6. "Atlantic City" - 3:56
7. "Dancing in the Dark" - 4:03
8. "Born in the U.S.A." - 4:41
9. "My Hometown" - 4:12
10. "Glory Days" - 3:49
11. "Brilliant Disguise" - 4:15
12. "Human Touch" - 5:10
13. "Better Days" - 3:44
14. "Streets of Philadelphia" - 3:16
15. "Secret Garden" - 4:27
16. "Murder Incorporated" - 3:57
17. "Blood Brothers" - 4:34
18. "This Hard Land" - 4:50